# Brunellia putumayensis
Brunellia putumayensis är en tvåhjärtbladig växtart som beskrevs av José Cuatrecasas. Brunellia putumayensis ingår i släktet Brunellia och familjen Brunelliaceae. Inga underarter finns listade i Catalogue of Life.